# Bryobia piliensis
Bryobia piliensis är en spindeldjursart som beskrevs av Hatzinikolis och Emmanouel 1996. Bryobia piliensis ingår i släktet Bryobia och familjen Tetranychidae. Inga underarter finns listade.